# Orientopus
Orientopus yodoensis es una especie de araña araneomorfa de la familia Linyphiidae. Es el único miembro del género monotípico Orientopus.

## Distribución
Se encuentra en Japón, China y Corea.